# E agora? Lembra-me
E agora? Lembra-me (traducibile come "E adesso? Ricordati di me") è un documentario del 2013 diretto da Joaquim Pinto.

## Premi e riconoscimenti
- Premio speciale della giuria del Festival del film Locarno 2013